# Veia
No sistema circulatório, uma veia é considerada  um vaso sanguíneo que transporta o sangue em direção ao coração. Os vasos que carregam sangue para fora do coração são conhecidos como artérias.
O estudo das veias e doenças das veias é feito na disciplina de flebologia. A American Medical Association adicionou a flebologia à sua lista de especialidades médicas auto-designadas.[carece de fontes?]

## Função
As veias servem para transportar os produtos nocivos, derivados do metabolismo tissular de volta ao coração. Na circulação sistêmica o sangue oxigenado é bombeado para as artérias pelo ventrículo esquerdo até os músculos e órgãos do corpo, onde seus nutrientes e gases são trocados nos capilares.  O sangue venoso, contendo produtos finais do metabolismo celular e dióxido de carbono, é recolhido pelos capilares da vertente venosa que forma progressivamente as vénulas e depois as veias, que o conduzem até ao átrio direito ou aurícula direita do coração, que o transfere para o ventrículo direito, onde é então bombeado para a artéria pulmonar, (que rapidamente se bifurca em direita e esquerda) e finalmente aos pulmões. Na circulação pulmonar as veias pulmonares trazem o sangue oxigenado dos pulmões para a aurícula esquerda, que desemboca no ventrículo esquerdo, completando o ciclo da circulação sanguínea.
O retorno do sangue para o coração é auxiliado pela ação do bombeamento de músculos esqueléticos, que ajudam a manter extremamente baixa a pressão sanguínea do sistema venoso.

## Anatomia

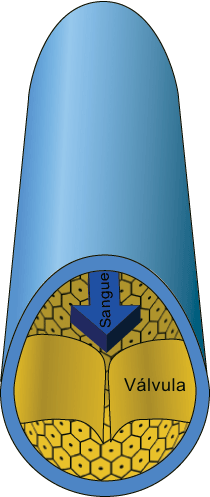
Corte transversal de uma veia, mostrando uma válvula que previne o refluxo sanguíneo

A maioria das veias possuem válvulas unidirecionais chamadas de válvulas venosas para prevenir o refluxo causado pela gravidade. Este sistema é constituído de um fino músculo de esfíncter e de dois ou três folhetos membranosos. Elas também possuem uma fina camada externa de colágeno, que ajuda a manter a pressão sanguínea e evita o acúmulo de sangue. A cavidade interna na qual o sangue flui é chamada usualmente de luz vascular. A parede da veia possui uma camada de músculos lisos, porém esta camada é fina e as veias são vasos frágeis, com válvulas frágeis. As paredes das veias são menos resistentes e mais delgadas do que as das artérias, embora apresentem três camadas. Quando  transportam pouco sangue fazem vaso-constrição, reduzindo o seu calibre e em caso extremo colapsam.
Longos períodos em pé podem resultar numa acumulação ("pooling") de sangue nos membros inferiores. Este "pooling" venoso diminui a pressão arterial a nível do cérebro e pode causar perdas de consciência.
As paredes das veias são formadas por três camadas:
- A túnica íntima - a mais interna, é uma camada muito delgada composta por um único estrato de células planas predispostas sobre uma fina membrana basal de tecido conjuntivo;
- A túnica média - a mais resistente, é formada por tecido elástico e tecido muscular;
- A túnica adventícia - a mais externa, é uma fina camada de tecido conjuntivo frouxo e flexível, através do qual são nutridas as camadas subjacentes e graças ao qual as veias se fixam aos tecidos que as rodeiam.

## Doenças comuns
Doenças mais comuns das veias:
- Varizes e tromboflebite.

## Veias importantes e sistemas venosos
As veias pulmonares carregam sangue oxigenado (sangue arterial) dos pulmões para a aurícula esquerda. A veia cava superior e a veia cava inferior carregam sangue relativamente pobre em oxigénio (sangue venoso) das circulações sistémicas para a aurícula direita.
Um sistema porta venoso é uma série de veias ou vénulas que se conectam diretamente a dois leitos capilares. Exemplos de sistemas como esse incluem o veia porta hepática e o Sistema porta hipofisiário.

### Lista de veias importantes
- Veia pulmonar
- Veia porta
- Veia cava superior
- Veia cava inferior
- Veias ilíacas
- veia femoral
- Veia jugular
- Veia safena magna também chamada grande safena ou safena interna
- Veia safena externa também chamada pequena safena ou safena parva

### Nomes dos importantes sistemas venosos
- Sistema venoso portal
- Sistema venoso pulmonar
- Sistema venoso profundo

## Interesse médico

As válvulas venosas impedem o fluxo inverso de sangue

As veias são usadas medicamente como pontos de acesso para a circulação sanguínea, permitindo a retirada de sangue para exames, e permitindo a infusão de fluidos, eletrólitos, nutrição e medicamentos. Isso pode ser feito com uma injeção usando uma seringa, ou inserindo um cateter (tubo flexível).
Se um cateter intravenoso tem de ser inserido, para a maioria das finalidades é realizado em uma veia periférica (uma veia próxima à superfície da pele na mão ou braço, ou menos utilizado, na perna). Alguns fluidos altamente concentrados ou medicamentos irritantes devem fluir para dentro das largas veias centrais, que são às vezes utilizadas quando o acesso periférico não pode ser obtido. Catéteres podem ser colocados na veia jugular para estes usos: Se se pensa que uma utilização por um longo período de tempo será necessária, um ponto permanente extra pode ser inserido cirurgicamente. Apesar de terem sido implementadas novas técnicas para execução das Ponte aorto-coronárias, os segmentos de veias safenas ainda são considerados os que dão melhores resultados.
A distribuição anatômica das veias é muito mais variável de pessoa para pessoa do que a das artérias, sobretudo as veias do sistema venoso superficial, e na mesma pessoa a distribuição do membro inferior direito é da do diferente do esquerdo

## Cor das veias
Na luz, o sangue aparenta ser vermelho porque a maioria das cores é absorvida pelo pigmento carregador de oxigênio hemoglobina (Hb). Se um filtro que bloqueia a cor refletida é posicionado entre o sangue e os olhos de um observador, a cor percebida muda. No caso dos humanos, a pele serve como um filtro para a cor vermelho, e a cor remanescente acaba sendo esverdeada. O espectro de cor exato é determinado pela superficialidade da veia e pelos níveis relativos de hemoglobina oxigenada (HbO) e dióxido de carbono (CO2) no sangue. Altas taxas de oxigênio refletem a cor vermelha e altas taxas de CO2 refletem a cor azul, que nas veias menos superficiais, misturada com a cor amarelada da gordura e/ou pele acaba aparecendo esverdeada.